# Robert Fogel
Robert William Fogel (New York, 1 juli 1926 – Oak Lawn, 11 juni 2013) was een Amerikaans economisch historicus en wetenschapper. In 1993 won hij samen met Douglass North de Prijs van de Zweedse Rijksbank voor economie voor het vernieuwen van het onderzoek in economische geschiedenis door de economische theorie en kwantitatieve methodes te gebruiken voor het verklaren van economische en institutionele veranderingen.

## Biografie
Fogel werd geboren als de zoon van Russisch-Joodse immigranten. In 1944 studeerde hij af aan de prestigieuze Stuyvesant High School. Hij ging hierna studeren aan de Cornell-universiteit. Hier hield hij zich vooral bezig met geschiedenis, met economie als bijvak. Hij werd president van de campustak van American Youth for Democracy, een communistische organisatie. In 1948 haalde hij zijn Bachelor, waarna hij een professionele organisator werd voor de Communistische partij. Nadat hij afstand deed van het communisme, ging hij studeren aan de Columbia-universiteit. Daar haalde hij in 1960 zijn Master. In 1963 haalde hij aan de Johns Hopkins University zijn Ph.D.
Fogel gaf les aan meerdere universiteiten: Johns Hopkins (1958-1959), de Universiteit van Rochester (1960-1965 en 1968-1975), de Universiteit van Chicago (1964-1975 en 1981-) en de Harvard-universiteit (1975-1981). Fogel trouwde in 1949 met Enid Cassandra Morgan. Samen kregen ze twee kinderen.
Fogel's eerste grote studie op het gebied van cliometrie was Railroads and American Economic Growth: Essays in Econometric History (1964). Hierin onderzocht hij de bijdrage van de spoorwegen aan de Amerikaanse economische groei in de negentiende eeuw. Fogel vergeleek de echte economie van 1890 met een hypothetische economie waarin de transportinfrastructuur was beperkt tot wagens, kanalen en rivieren. Het verschil in kosten wat de spoorwegen dus veroorzaakten was verwaarloosbaar: ongeveer 1%.
Fogel's bekendste maar tevens meest controversiële werk is Time on the Cross, (1974) een tweedelig boek over een studie naar de Amerikaanse slavernij. Hij schreef dit boek samen met Stanley Engerman. In het boek stelden Fogel en Engerman dat de meeste slaven in de zuidelijke staten het beter hadden dan veel arbeiders in de noordelijke staten. Fogel baseerde deze bewering op documenten van de plantages uit de tijd van de slavenhandel. Het boek leidde tot felle discussies. De meeste mensen beschouwden Fogel op basis van zijn conclusies als een voorstander van slavernij, terwijl Fogel altijd volhield tegen slavernij te zijn op basis van morele gronden. Volgens hem was slavernij op puur economische gronden niet zo inefficiënt en slecht als veel historici voorheen beweerden.
Fogel's werk omvat ook papers over de gezondheidszorg en Aziatische economieën.

## Werk
- The Union Pacific Railroad: A Case in Premature Enterprise, 1960.
- Railroads and American Economic Growth: Essays in Econometric History, 1964.
- Time on the Cross: The Economics of American Negro Slavery, 2 volumes, 1974. (co-written with Stanley Engerman)
- Without Consent or Contract: The Rise and Fall of American Slavery, 2 volumes, 1989.
- Economic Growth, Population Theory and Physiology: The Bearings of Long-Term Processes on the Making of Economic Policy, 1994.
- The Slavery Debates, 1952-1990: A Retrospective . Baton Rouge: Louisiana State University Press, 2003. 106 pp. ISBN 0-8071-2881-3.
- The Fourth Great Awakening and the Future of Egalitarianism Chicago: University of Chicago Press, 2002
- The Escape from Hunger and Premature Death, 1700-2100: Europe, America, and the Third World. New York: Cambridge University Press, 2004. 189pp. ISBN 0-521-80878-2.